# 安奎
安奎（1469年—？），字應文，直隸真定府趙州人，民籍，明朝政治人物。

## 生平
順天府鄉試第十一名舉人。弘治九年（1496年）中式丙辰科會試第三十一名，三甲第九十六名進士。

## 家族
曾祖安時中；祖父安榮；父安宏，母楊氏。慈侍下。